# Codex Bobbiensis

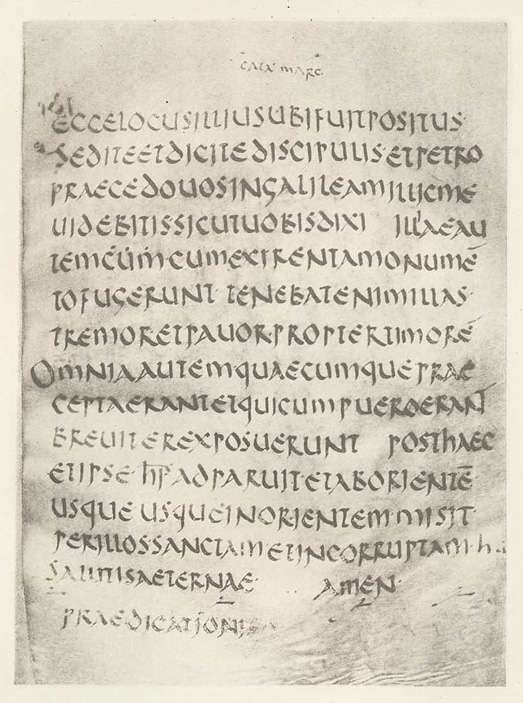
Marcos 16 no Codex Bobbiensis.

Codex Bobiensis (k) é um manuscrito fragmentário latino da Bíblia. Mais especificamente, trata-se de uma Bíblia Vetus Latina, o tipo utilizado do século II até a tradução latina de Jerônimo, a Vulgata, no século IV. O texto contém partes do Evangelho de Marcos (de 8:8 até 16:8, com o "final curto" de Marcos) e o Evangelho de Mateus (1:1 até 15:36). A ordem dos livros era provavelmente João, Lucas, Marcos e Mateus.
Ele é procedente do Norte da África, provavelmente do século IV ou V. O códice foi depois levado para um mosteiro em Bobbio, no nordeste da moderna Itália. A tradição atribui a obra a São Columbano, que morreu ali em 615. Hoje em dia está abrigado na Biblioteca Nacional em Turim.
Pesquisadores, comparando o Codex Bobbiensis com trechos das publicações de Cipriano do século III, acreditam que ele pode ser uma parte da Bíblia que Cipriano utilizou quando era bispo em Cartago.
Um estudo paleográfico do texto determinou que ele é uma cópia de um papiro do século II. Codex BoBbiensis é a única cópia conhecida que traz o "final curto" (Marcos 16:9), mas não o "final longo" (que se estende até 16:20), presente na grande maioria dos manuscritos e é considerada indicativa do texto-tipo bizantino.
O texto latino do Codex Bobbiensis é representativo do texto-tipo ocidental.

## Características textuais
Em Mateus 8:12, o Codex apresenta a variante textual ἐξελεύσονται (sairão) e não ἐκβληθήσονται (serão lançados). Esta variante é suportada por dois manuscritos gregos, o Codex Sinaiticus e o Codex Climaci Rescriptus, pelos siríacos Evangelhos Curetonianos (syrc), Sinaítico Siríaco ((syrs), Peshitta (syrp), pal, arm
, Diatessarão.
Em 16:3, ele traz um texto pouco usual:
| “ | ab osteo? Subito autem ad horam tertiam tenebrae diei factae sunt per totum orbem terrae, et descenderunt de caelis angeli et surgent (-ntes?, nte eo?, surgit?) in claritate vivi Dei (viri duo? + et) simul ascenderunt cum eo, et continuo lux facta est. Tunc illae accesserunt ad monimentum. "de um terremoto? Mas subitamente, por todo o mundo até a hora terça do dia, a escuridão se fez sobre toda a terra, e desceram do céu anjos e ascenderá (ascendeu?) Na clareza do Deus vivo (dois homens? + e) ao mesmo tempo ascendeu com ele e assim a luz se fez. Então ela foi até o sepulcro". | ” |

A existência do Codex Bobbiensis levou à especulação de que o Evangelho de Marcos teria sido escrito originalmente em latim e não em grego. É de fato um dos mais antigos exemplos preservados do texto e tradicionalmente acredita-se que Marcos tenha viajado para o norte da África depois de escrever seu Evangelho (ele é o fundador tradicional da Igreja de Alexandria).